# Pempheris schomburgkii
Pempheris schomburgkii är en fiskart som beskrevs av Müller och Troschel, 1848. Pempheris schomburgkii ingår i släktet Pempheris och familjen Pempheridae. Inga underarter finns listade i Catalogue of Life.